# Bečej
Bečej er en by i det nordlige Serbien med et indbyggertal på cirka 19.492 (2022) indbyggere. Byen ligger i distriktet Syd-Bačka i den autonome provins Vojvodina. Den er beliggende ved floden Tisza, der adskiller den fra nabobyen Novi Bečej.

## Galleri
- Kirke i Bečej